# Pablo Héctor Walter
Pablo Héctor Walter (n. el 25 de marzo de 1967) es un político argentino de Propuesta Republicana. Se desempeñó como legislador provincial (1995-1999) y como senador nacional por la provincia de Tucumán entre 2001 y 2003, elegido por Fuerza Republicana.

## Biografía
Se recibió de licenciado en administración de empresas en la Universidad del Norte Santo Tomás de Aquino y cuenta con una diplomatura en gobernanza de la Universidad de San Andrés.
En política, fue presidente de la juventud de la Unión del Centro Democrático (UCeDé) en la provincia de Tucumán. En 1991 fue elegido concejal de San Miguel de Tucumán y en 1995, a la Legislatura de la Provincia de Tucumán.
Miembro de Fuerza Republicana, partido provincial fundado por Antonio Domingo Bussi, en las elecciones legislativas de 2001, fue elegido senador nacional por la provincia de Tucumán. Le correspondió un mandato de dos años, hasta 2003. Integró la comisión de Asuntos Constitucionales.
Posteriormente adhirió a Propuesta Republicana (PRO), llegando a ser vocal y secretario general del consejo nacional del partido. Entre 2008 y 2009 fue asesor del ministerio de Producción del gobierno de la Ciudad de Buenos Aires y, entre 2010 y 2011, del ministerio de Educación porteño. En 2016, en la presidencia de Mauricio Macri, fue designado integrante del directorio de Agua y Saneamientos Argentinos (AySA).
En las elecciones legislativas de 2011, fue candidato a diputado nacional por el PRO en la ciudad de Buenos Aires. En las elecciones legislativas de 2021, volvió a postularse a la Cámara de Diputados de la Nación en la lista de Juntos por el Cambio en la ciudad de Buenos Aires.